# Rudolf Lössl

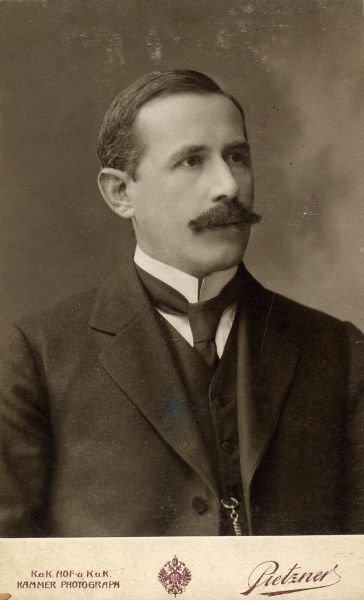
Rudolf Lössl (vor 1912)

Rudolf Lössl, auch Rudolf Lößl (* 21. Jänner 1872 in Karlsbad, Böhmen; † 3. November 1915 in Komotau), war ein österreichisch-böhmischer Politiker (Deutschradikale Partei), Gymnasialprofessor und Germanist. Er war Abgeordneter zum Böhmischen Landtag und von 1907 bis 1915 Abgeordneter zum Österreichischen Abgeordnetenhaus.

## Leben
Rudolf Lössl wurde als Sohn des Gärtners und Hausbesitzers Franz Wenzl Lössl geboren und besuchte das Gymnasium in Komotau. Er studierte in der Folge an den Universitäten Prag und Leipzig und leistete seinen Militärdienst als Einjährig-Freiwilliger beim Feldjägerbataillon Nr. 22 ab. Lössl war zuletzt Leutnant der Reserve. Beruflich war Lössl als Gymnasialprofessor tätig, wobei er Deutsch und Klassische Philologie an Gymnasien in Leipzig, Gablonz und zuletzt in Karlsbad lehrte. Lössl engagierte sich als Pfleger der deutschen Sprache im westlichen Böhmen und war Verfasser von Schriften auf volkskundlichem und politischem Gebiet. Zudem wirkte er ab 1907 als Sprechwart des Obereger-Turngaues. Als Anhänger der Deutschradikalen Partei engagierte er sich zudem führend in der Organisation und der Förderung des deutschen Vereinswesens in Karlsbad.
Lössl war Stadtverordneter in Karlsbad und trat bei der Reichsratswahl 1907 für die Alldeutsche Vereinigung im Wahlkreis Karlsbad (Böhmen 88) an und erzielte im ersten Wahlgang mit 67,5 Prozent der Stimmen die absolute Mehrheit. 1911 erhielt er bei der Reichsratswahl als Kandidat der Deutschradikalen Partei im selben Wahlkreis sogar 82,1 Prozent. Lössl wurde am 17. Juni 1907 als Abgeordneter im Abgeordnetenhaus und war ab November 1907 Mitglied des Steuerausschusses sowie ab Oktober 1909 Mitglied des Unterrichtsausschusses. Zudem gehörte er zwischen 1908 und 1913 dem Böhmischen Landtag an. Lössl rückte zu Beginn des Ersten Weltkrieges als Reserveleutnant in die Armee ein und wurde am 2. Mai 1915 beim Durchbruch österreichischer Truppen zwischen Tarnów und Gorlice durch einen Schuss in die linke Brust schwer verletzt. Er erlag im Krankenhaus den Folgen seiner Verwundung und wurde in Karlsbad bestattet.

## Werke (Auswahl)
- Das Verhältnis des Pamphilus Gengenbach und Nikolaus Manuel zum Älteren deutschen Fastnachtsspiel. Gablonz 1900
- Einiges über die deutschen Mundarten. 1903
- Einige Eigentümlichkeiten der Alt-Karlsbader Mundart. 1903
- Aus der Flur und Dorfgeschichte von Drahowitz. 1906